# My Everything (Anita Baker)
My Everything è il sesto album discografico in studio della cantante statunitense Anita Baker, pubblicato nel settembre 2004.

## Tracce
1. You're My Everything – 5:03
2. How Could You – 4:21
3. In My Heart – 5:06
4. Serious – 5:25
5. How Does It Feel – 4:42
6. Like You Used to Do – 5:11
7. Close Your Eyes – 4:42
8. You're My Everything (Revisited) – 1:12
9. I Can't Sleep – 5:08
10. Men in My Life – 3:37